# ألكسندر هيسيل
ألكسندر هيسيل (بالألمانية: Alexander Hessel) هو لاعب كرة قدم ألماني في مركز قلب الدفاع، ولد في 26 مايو 1988 في روبل في ألمانيا. شارك مع منتخب ألمانيا تحت 19 سنة لكرة القدم ومنتخب ألمانيا تحت 20 سنة لكرة القدم. أما مع النوادي، فقد لعب مع فيردر بريمن.